# Ray Wilson (hudebník)
Ray Wilson (* 8. září 1968 Dumfries, Skotsko) je skotský zpěvák a kytarista.
Svou kariéru zahájil v roce 1990 ve skupině Guaranteed Pure. Se skupinou vydal jedno album pojmenované Swing Your Bag. V letech 1996 –1998 zastával místo zpěváka ve skupině Genesis, kde nahradil dlouholetého člena Phila Collinse. Se skupinou vydal album Calling All Stations. V roce 1999 vytvořil vlastní projekt s názvem „Cut_“, se kterým vydal jedno album Millionairhead. Rovněž spolupracoval se skupinou Stiltskin.
S Genesis vystoupil 2. února 1998 ve Sportovní hale na pražském Výstavišti. V České republice dál vystupoval později například s kytaristou Ali Fergusonem, nebo s vlastní skupinou – 2008 Praha, České Budějovice ,  2018 Praha, Zlín, koncerty v Brně a Ostravě v roce 2022 byly zrušeny.

## Sólová diskografie[5]
- Change (2003)
- The Next Best Thing (2004)
- Propaganda Man (2008)
- Chasing Rainbows (2013) – No. 57 Germany
- Song for a Friend (2016)
- Makes Me Think of Home (2016) – No. 88 Germany
- The Weight of Man (2021)

Live nahrávky
- Live and Acoustic (2002)
- Ray Wilson Live (2005)
- An Audience and Ray Wilson (2006)
- Ray Wilson and the Berlin Symphony Ensemble, Genesis Klassik Live in Berlin (2009)
- Ray Wilson and the Berlin Symphony Ensemble, Genesis Classic Live in Poznan (2011)
- Genesis VS Stiltskin – 20 Years and More (2014)
- Up Close and Personal – Live at SWR1 (2014)
- Time and Distance (2017)
- ZDF@BAUHAUS May 20, 2018 (2018)